# Bathygobius cocosensis
Bathygobius cocosensis är en fiskart som först beskrevs av Bleeker, 1854.  Bathygobius cocosensis ingår i släktet Bathygobius och familjen smörbultsfiskar. Inga underarter finns listade.